# Dessewffy Aurél (író)
Cserneki és tarkői gróf Dessewffy Aurél (Nagymihály, 1808. július 27. – Pest, 1842. február 9.) közíró, főrend, a Magyar Tudományos Akadémia levelező tagja, a Kisfaludy Társaság alapító tagja. A reformkor szereplője, a Fontolva Haladók újkonzervatív pártjának létrehozója.

## Élete
Dessewffy József gróf és Sztáray Eleonóra fia volt. Atyja, aki klasszikus műveltséggel bírt, kiváló gondot fordított fiának magyar szellemben való nevelésére, de emellett a görög nyelvre is oktatta, úgy, hogy az már tízéves korában Homérosz Iliaszának első könyvét fejből el tudta mondani. Édesanyja, aki szintén nagy műveltségű nő volt, a francia és olasz nyelvre oktatta, s ő irányította a házi nevelő (Józsa Zsigmond) teendőit és feladatát. 1823-ban iratkozott először nyilvános iskolába Kassán mint elsőéves filozófiahallgató. Írói és államférfiúi erényeinek kifejlődését nagyban elősegítette az atyai ház; ott gyülekeztek gyakran a fejlődő magyar irodalom és politikai élet bajnokai; ott ismerkedett meg Kazinczy Ferenccel, aki nagy hatást gyakorolt a fiatalemberre. Kassán mindinkább belemélyedt a tudományokba; a német nyelvet magánszorgalomból tanulta, és az európai jogtudósok, államférfiak munkáit olvasgatta.
Az 1825 szeptemberében egybehívott korszakalkotó országgyűlésre a Szabolcs vármegye követeként szolgáló édesapja magával vitte Pozsonyba. Itt kezdődött barátsága gróf Széchenyi Istvánnal, báró Wesselényi Miklóssal, valamint az Esterházy és Károlyi családokkal. 1826-ban hagyta el Pozsonyt, és tanulmányainak befejezése végett ismét Kassára ment, ahol 1827 augusztusában végezett, mire apja joggyakorlatra Pestre küldte Teleki József grófhoz; jurátusnak Bartal György mellé esküdött fel, a nádor pedig Pest vármegye tiszteletbeli aljegyzőjévé nevezte ki.
1828 végén Reviczky Ádám (kancellár) maga mellé vette fogalmazógyakornoknak az udvari kancelláriához, Bécsbe. Mint maga írja, a bécsi világot minden ágazatában és minden módon élvezte. Az 1830-as országgyűlésre Reviczky magával vitte Pozsonyba, s a király fogalmazóvá nevezte ki. Az országgyűlés alatt németül naplót írt a király számára és politikai cikkeket is. Mindemellett folyvást tanult és művelte magát. Éjjelente ifjú társaival mulatott, és komoly bajokba keveredett. Nők miatt két párbaja is volt; miután „adósságokba igen elmerült és az idegenekkel való társalgás miatt is sok kellemetlensége volt”, 1832-ben otthagyta Bécset és Budára költözött, ahol helytartósági titoknoknak nevezték ki. Ugyanazon évben követnek jelölte magát Zemplén megyében, de alulmaradt; ám azért 1833-ban megjelent a felsőházban, és részt vett a vallási ügyek vitájában. E politikai szereplése mellett részt vett a Magyar Tudományos Akadémia ülésein és tagja lett a magyar színházi választmánynak, miután az Akadémia 1833. november 15. levelező tagjává választotta. A Kisfaludy-társaságnak 1836. november 12. lett alapító tagjává.
Az 1838-as pesti árvíz után mint a segélyező bizottmány tagja, tiszteletreméltó tevékenységet fejtett ki a főváros nyomorának enyhítésében, Pest városa ezért díszpolgárává választotta. Kevésbé népszerű volt politikai szereplése Pest megye közgyűlésein. Az 1839–40-es országgyűlésre Sárosban indult a követségért, de ismét megbukott. Így a főrendekhez ment szónokolni, s 1839. december 30-án szólalt fel először a reverzálisok ügyében, amikor liberális álláspontja diadalra jutott. A kormány igyekezett szolgálatait megjutalmazni, s Metternich herceg kinevezte a büntetőtörvénykönyv kidolgozására alakított bizottság tagjává, s a külföldi börtönrendszerek tanulmányozása végett nagyobb tanulmányútra küldte. Ekkor különösen Anglia alkotmányával és társadalmi viszonyaival ismerkedett meg. Párizsban találkozott Thierssel és meglátogatta Heinrich Heinét. Távolléte alatt a magyar közéletben a sajtó szabadabb mozgási lehetőséget kapott. 1841. január 1-jén jelent meg Kossuth Pesti Hírlapjának első száma; a lapvezér csaknem börtönéből lépett a szerkesztői hivatalba, s a lap csakhamar jelentős politikai tényezővé vált.
Dessewffy hazajötte után egész erővel akart sorompóba lépni a sajtóban szerinte felmerült téveszmék ellen és hasonló fegyverrel, a sajtó útján, szándékozott megküzdeni. 1841 közepén megszerezte a Világ című lapot, melyet pártja közlönyévé tett. Cikkeit a toll könnyűsége, a stílus melegsége, egyszerű s mégis erőteljes szépsége, a nyelv hatalma jellemzik. E tekintetben első volt a magyar irodalomban és kortársai magyar Juniusnak nevezték el. Rengeteg munkája miatt egészségi állapota megromlott, rövid betegeskedés után hunyt el 1842. február 9-én. Kossuth, legnagyobb ellenfele, a Pesti Hírlapban így írt róla:
„Mennyi ész, akarat, tettvágy, mily lángoló érzelem, mennyi remények s mi fényes jövendő voltak e névhez csatolva s néhány napi láz s vége mindennek."
Toldy Ferenc gyászbeszédet és Császár Ferenc emlékbeszédet tartott fölötte 1842. február 14-én a Magyar Tudományos Akadémián.
Arcképei: Eybltől kőnyomatban 1842-ben és Barabás festménye után Passini által készült rézmetszet, mely névaláírási hasonmással megjelent a Koszorú gróf Dessewffy Aurél emlékének (Pest, 1857) c. munka s Összes művei mellett.
Olajfestésű arcképét a Magyar Tudományos Akadémia képes termében helyezték el.

## Munkái

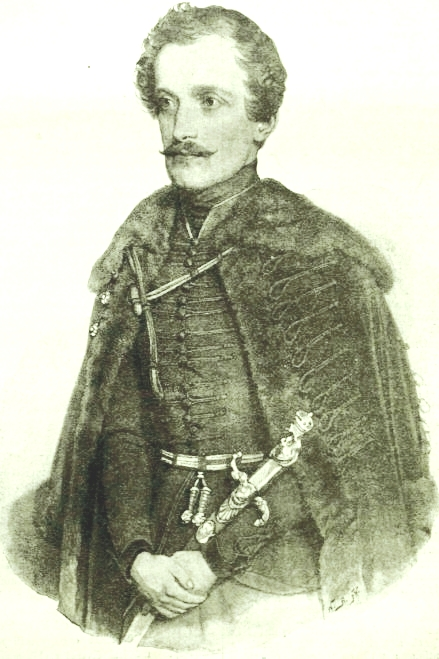
Dessewffy Aurél a Franz Eybl rajza után készült kőnyomat alapján

- Néhány szó a Hitel, Taglalat és Világ ügyében. Kassa, 1832 (A cimlapon a három testvér: Aurél, Marczel és Emil vannak szerzőkül megnevezve; a munka azonban Aurélé, ki a munkát, mely védő irat volt atyja mellett, testvéreivel csak megbeszélte. Ugyanez németűl is: Pest, 1833)
- X. Y. Z. könyv. Pest, 1841 (Politikai cikkeinek gyűjteménye. Németül: Aus den Papieren des Grafen A. D. uo., 1843. II. kötete.)
- Nehány nevezetesebb darab gr. D. A.-nak hátrahagyott eredeti magyar munkáiból és országgyűlési beszédeiből. Összeszedte gróf Dessewffy Emil. uo., 1843. Németül: Aus den Papieren des Grafen A. D. I. kötete. (uo., 1843)
- Gróf Dessewffy Aurél összes művei. Sajtó alá rendezte, életrajzzal és jegyzetekkel kisérte Ferenczy József. Bpest, 1887. arck. (I. Publicistai dolgozatok. II. Országgyűlési munkálatok. III. Országgyűlési beszédek. IV. Vegyes dolgozatok. Levelezés, önéletrajzi adatok, végrendelet sat. V. Ifjukori dolgozatok. Ism. Bud. Hirlap 51., Nemzet 67. 183. 186., P. Napló 83., Főv. Lapok 50. sz. Századok, Egyet. Philol. Közlöny)
- Előkelőink nevelési rendszere. Alapmondatok, in: Koszorú gróf Desewffy Aurél emlékének. Pest, 1857

Első irodalmi kísérletei az atyja által Kassán alapított Felső-Magyarországi Minerva című folyóirat első évfolyamában (1825) keresztnevének egy-egy betűje alatt jelentek meg; ezek főleg esztétikai tartalmú eredeti dolgozatok, francia s angol fordítások voltak; irt egy cikket a Gemeinnützige Blätterbe (1828, Rennpferde a. m. Versenylovak) is. Költői dolgozatai is vannak e korból, de saját vallomása szerint belátta, hogy nem költőnek született. Az 1825. évi országgyűlés alatt naplót írt az eseményekről, lapot szerkesztett saját maga számára, s beszédeket írt a gyöngébb országgyűlési tagoknak, sőt Pálfi Ferdinánd rávette, hogy Henry Wellesley (a későbbi lord Cowley) számára angol nyelven naplót írjon, ami miatt később sok kellemetlensége volt. Ezután írt több politikai cikket és egy értekezést az Edinburg-Review számára. 1833-tól kezdve részt vett az Akadémia ülésein és munkálataiban; ő nyújtotta be Kazinczy hátrahagyott kéziratait, s bírálta Petrichevich Horváth Lázár Byron-fordítását; több cikket írt a Társalkodóba (1833. 41. sz. Két szó a budapesti állandó híd dolgában, D. A. aláírással, 1834. 72. sz.; Játékszín építéséről, 1835, Két Auróra), és francia lapokba. Az Árvizkönyvben (III. 1839.) van A magyar nyelv és előkelőink nevelési rendszere c. értekezése. Széchenyi Üdvlevele (Pest, 1843) című munkája végén jelent meg A magyar nyelv és ellenzői című töredékdolgozata. A Világban X. Y. Z. jelek alatt írt rendesen, többek közt a Hires utazók Pesten címűt (1841. 70. sz.). Az 1839–40-es országgyűlésen tartott nevezetesebb beszédei részben a Főrendi naplóban jelentek meg.
Levelei: anyjához Pest, 1842. jan. 25. (Gemeinnützige Blätter 1842. 11. sz.), Széchenyi István grófhoz, Buda, 1834. szept. 7. (Pesti Napló 1873. 175. sz.)